# Дзеккино, Ортензио
Ортензио Дзеккино (итал. Ortensio Zecchino; род. 20 апреля 1943, Асмэра) — итальянский политик, министр университетов и научных исследований (1998—2001).

## Биография
Родился 20 апреля 1943 года в эфиопском городе Асмэра.
В ранние годы своей карьеры преподавал историю в Неаполитанском университете имени профессора Орсолы Бенинкасы, а затем присоединился к Христианско-демократической партии, избравшись региональным советником Кампании, а после — депутатом Европейского парламента.
В 1987 году был избран в Сенат, пробыв в должности до 2001 года. В 1998 году был назначен министром университетов и научных исследований в кабинете Массимо Д’Алемы, а также сохранил этот пост в кабинете Джулиано Амато.
Спустя некоторое время после ухода с министерского поста Дзеккино переехал в Ариано-Ирпино, где возглавил консорциум «BioGeM».